# Campeonato Mineiro 1923
In 1923 werd het negende Campeonato Mineiro gespeeld voor voetbalclubs uit de Braziliaanse stad Belo Horizonte, hoofdstad van de staat Minas Gerais. De competitie werd gespeeld van 3 juni tot 12 augustus en werd georganiseerd door de Liga Mineira de Desportos Terrestres, officieel heette het kampioenschap toen nog Campeonato da Cidade de Belo Horizonte. América werd kampioen.

## Eindstand
| Plaats | Club             | Wed. | W | G | V | Saldo | Ptn. |
| ------ | ---------------- | ---- | - | - | - | ----- | ---- |
| 1.     | América          | 6    | 5 | 1 | 0 | 25:5  | 11   |
| 2.     | Atlético         | 6    | 3 | 3 | 0 | 10:5  | 9    |
| 3.     | Palestra Itália  | 6    | 3 | 1 | 2 | 14:15 | 7    |
| 4.     | Luzitano         | 6    | 1 | 3 | 2 | 5:12  | 5    |
| 5.     | Sete de Setembro | 5    | 1 | 2 | 2 | 5:8   | 4    |
| 6.     | Yale Athletic    | 4    | 0 | 2 | 2 | 5:7   | 2    |
| 7.     | Palmeiras        | 5    | 0 | 0 | 5 | 4:16  | 0    |

|  | Kampioen |

## Kampioen
| Campeonato Mineiro de 1923 |
| -------------------------- |
| América (8º Titel)         |